# The Next Step (álbum)
The Next Step é o álbum de estreia do grupo de hip hop People Under the Stairs. A canção The Next Step II fez parte da trilha sonora do videogame Tony Hawk's Underground.

## Faixas
1. "Intro / 4 Everybody" – 6:06
2. "Death Of A Salesman" – 4:37
3. "Hardcore" (featuring Smile-Oak) – 4:35
4. "Wannabes" – 6:15
5. "Ten Tough Guys" – 3:23
6. "Mid-City Fiesta" – 4:29
7. "Slow Bullet" – 1:19
8. "San Francisco Knights" – 4:31
9. "The Turndown" (featuring Assault) – 4:53
10. "Time To Rock Our Shit" – 4:25
11. "The Tamburo 5" (featuring Naimad, Assault & Shine 5) – 3:57
12. "Los Angeles Daze" – 6:20
13. "The Next Step II" – 3:45
14. "D.A.R.E." – 4:18
15. "Asshole" (featuring Assault) – 4:47
16. "Play It Again / Outro" – 4:37